# Shizoidni poremećaj ličnosti
Shizoidni poremećaj (engl. schizoid personality disorder) mentalni je poremećaj koji karakteriziraju tajnovitost, apatija, samoća i nedostatak interesa za druženje ili komunikaciju s drugim ljudima. Osobe s ovim poremećajem katkad vrlo teško sklapaju prijateljstva ili komuniciraju s drugima, dok istodobno mogu imati veoma bogat svijet fantazije. Shizoidni poremećaj treba razlikovati od shizofrenije, premda postoje dokazi povezanosti ovih poremećaja.
Ljudi koji imaju shizoidni poremećaj vrlo često imaju problem sklopiti novo prijateljstvo te se mogu činiti „hladnima”, udaljenima ili nezainteresiranima. Tijekom situacija u kojima je uobičajeno reagirati pomalo burno, osobe sa shizoidnim poremećajem mogu ostati više-manje ravnodušne. Unatoč vjerovanju da ljudi koji imaju ovaj poremećaj ne prepoznaju da su drukčiji, mnogi od njih shvaćaju da su im životi veoma često drugačiji od života ljudi bez ovog poremećaja. Primijećeno je da osobe s ovim poremećajem vrlo često imaju svijet mašte znatno bogatiji od drugih ljudi te da su često zabavljeni svojim mislima više od ostalih ljudi. Mnoge osobe sa shizoidnim poremećajem čine se aseksualnima te im je draža masturbacija ili seksualna apstinencija negoli spolni odnos s drugom osobom. Ipak, neki ljudi s ovim poremećajem upuštaju se redovito u spolne odnose s nepoznatim ljudima.
|  | Molimo pročitajte upozorenje o korištenju medicinskih informacija. Ne provodite liječenje bez savjetovanja s liječnikom! |

## Poveznice
- Shizofrenija